# Kalinino (Oblast' autonoma ebraica)
Kalinino (in lingua russa Калинино) è un centro abitato dell'Oblast' autonoma ebraica, situato nel Leninskij rajon.